# Озіренський Іван Богданович
Іва́н Богда́нович Озіренський (21 червня 1977, с. Ангелівка, нині Україна — 22 червня 2022, с. Весела, Україна) — український військовослужбовець Збройних сил України, учасник російсько-української війни. Кавалер ордена «За мужність» III ступеня (2022, посмертно). Почесний громадянин міста Тернополя (2022, посмертно).

## Життєпис
Іван Озіренський народився 21 червня 1977 року в селі Ангелівці, нині Байковецької громади Тернопільського району, що на Тернопільщині.
28 лютого 2022 року мобілізований. Служив водієм протитанкового взводу механізованого батальйону. Загинув 22 червня 2022 року внаслідок артобстрілу на передовій, під час виконання бойового завдання, неподалік с. Весела, що на Донеччині. Похований 29 червня 2022 року у родинному селі.
Проживав у Тернополі (мікрорайон «Кутківці»). Залишилися дружина, донька та син.

## Нагороди
- орден «За мужність» III ступеня (9 серпня 2022, посмертно) — за особисту мужність і самовіддані дії, виявлені у захисті державного суверенітету та територіальної цілісності України, вірність військовій присязі[1];
- почесний громадянин міста Тернополя (22 серпня 2022, посмертно)[2][3].

## Військові звання
- солдат.